# منطقه کرویدون لندن
منطقه کرویدون لندن (به انگلیسی: London Borough of Croydon) یکی از منطقه‌های لندن است که در لندن جنوبی واقع شده است. این منطقه دومین منطقه بزرگ لندن است.
منطقه کرویدون ۸۷ کیلومتر مربع مساحت و ۳۴۱٬۸۰۰ نفر جمعیت دارد.